# Test de Bell
El Test de Bell és un experiment realitzat per primera vegada la dècada del 1970, que demostra que la superposició d'estats que apareix en el formulisme matemàtic de la mecànica quàntica té una existència real i que, contra el que defensaven els partidaris de les teories de variables ocultes i del realisme local, en els sistemes amb comportament quàntic es produeixen interaccions instantànies entre partícules separades per una certa distància.